# Cuestiones jurídicas en torno a la adopción de expósitos en España

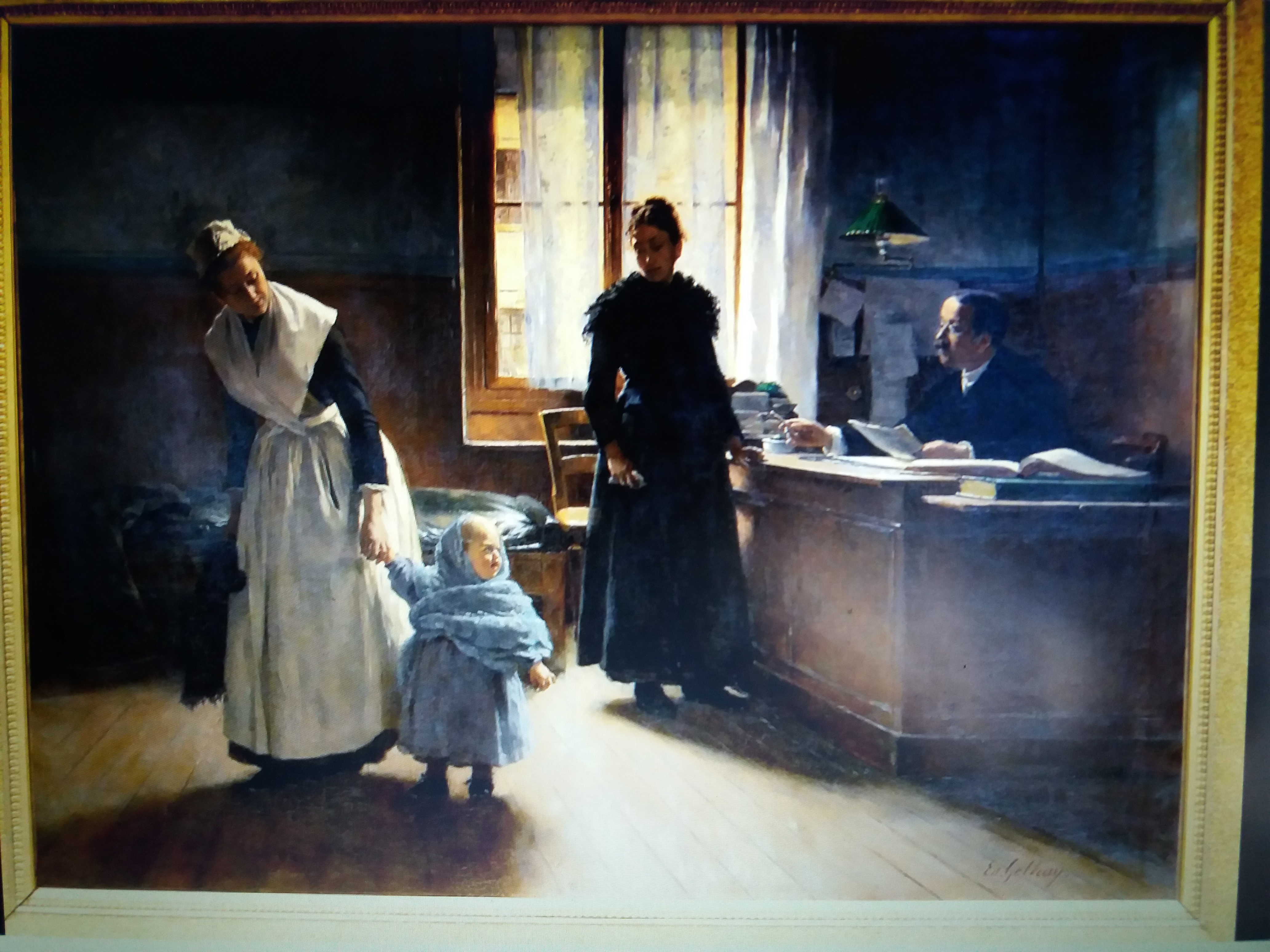
El abandono, cuadro de 1886

La adopción es el acto jurídico mediante el cual se establece una relación materno y/o paterno filial no dado por naturaleza entre una persona adulta y otra menor de edad, instaurando entre ambos un vínculo de parentesco.

## Introducción
En 1985, las Comunidades Autónomas asumieron las competencias en materia de protección de menores y hasta entonces, los promotores de las adopciones fueron dos instituciones:
Las Diputaciones Provinciales a través de las Juntas Provinciales de Expósitos y en menor grado, las Juntas de Protección de Menores dependientes del Ministerio de Justicia.
La gestión de las adopciones no fue competencia exclusiva de estas dos instituciones tutelares. Hasta la aprobación de la ley 21/1987, las adopciones podían ser promovidas ante el juzgado por personas particulares sin que se diera una intervención previa de la administración. La razón de la mayoría de estas adopciones era ratificar, por ley, relaciones filiales justificadas en una larga convivencia que, por distintas razones, ya se daban. Estos expedientes quedaban adscritos a la jurisdicción voluntaria.
La ley civil establecía un trámite judicial común a todos los casos de adopción. En el caso de los menores acogidos en establecimientos de beneficencia, el expediente se iniciaba con un procedimiento que concluyera la idoneidad de los futuros adoptantes a juicio de la administración correspondiente. Esta cuestión no se daba en las adopciones adscritas a la jurisdicción voluntaria promovida por particulares.
En España, al amparo de estas leyes y extrapolando datos provinciales, se adoptaron unos 100000 niños expósitos entre 1940 y 1990 excluyendo las adopciones internacionales.

## Descripción histórica
La institución de la adopción está regulada en España desde la redacción del Código Civil de 1889. Lo cierto es que hasta mediados del siglo XX su incidencia fue más bien escasa. Su efecto era muy limitado, precisaba de complejos trámites y sobre todo atendía a la necesidad de los matrimonios sin hijos a procurarse descendencia y, no tanto, a procurar la protección de los menores de edad.
En todo caso, para poder constituir la adopción era necesaria la autorización judicial. En aquella redacción inicial del Código Civil se establecía que para otorgar dicha autorización era necesario reunir una serie de requisitos entre los que destacaba el de la edad que requería de ambos adoptantes haber cumplido los 45 años y que se diera una diferencia de edad para con el adoptado de 15 años. La adopción estaba vetada a quienes tuvieran descendencia legítima o ilegítima, a los eclesiásticos, a los tutores hasta la aprobación de las cuentas y al cónyuge que no tuviera el consentimiento de su consorte.
La adopción era un acto revocable y en cuanto a los derechos sucesorios, la persona adoptada solo era beneficiaria de los mismos si el adoptante tenía a bien instituirle heredera en la escritura de adopción.
El adoptado podía utilizar los apellidos del adoptante con su autorización.
En 1937, el plena guerra civil, el Gobierno de la República buscó flexibilizar los requisitos para la adopción de los huérfanos de la guerra y los expósitos. Para ello aprobó algunas disposiciones complementarias al Código Civil.
Ya en la dictadura, la Ley de 17 de Octubre de 1941 vino a atribuir de forma exclusiva a la Administración del establecimiento benéfico la competencia para tramitar los expedientes de adopción de los menores que se encontraban bajo su tutela. Desde entonces, la Administración era la encargada de seleccionar a los adoptantes y comprobar el cumplimiento de los requisitos legalmente exigibles.
Esta ley reconocía la revocabilidad de la adopción en dos supuestos: en el caso de que la conducta de los adoptantes generase motivos para ello y en el caso de que los padres naturales decidieran impugnar y dejar sin efecto la adopción, siempre que presentaran las debidas garantías.
En aras de rebajar el coste de los procesos de adopción, se estableció que fuesen notarios de oficio quienes se encargaran de realizar y registrar las escrituras de adopción de los expósitos y huérfanos.
En 1948, La Asamblea General de las Naciones Unidas reconoció el derecho de las personas a tener una familia, unos apellidos y una educación. Se reconoció que solo en el seno de una familia, los menores podían conseguir su pleno desarrollo físico y mental.
La aprobación de la Ley de 24 de abril de 1958 inició tímidamente el proceso de integración de la persona adoptada en la familia adoptante modificando ciertos artículos. La edad mínima quedó rebajada a los 35 años incrementándose hasta los 18 la diferencia de edad necesaria para con el adoptado. Esta ley estableció por primera vez una diferencia entre dos tipos de adopciones: la plena, que equiparaba a la persona adoptada con la descendencia legítima en materia de adquisición de apellidos, reconocimiento de los mismos derechos hereditarios que a un hijo natural reconocido y rompía el vínculo del adoptado con su familia de origen.
La menos plena reservada a los supuestos en los que, temporalmente, no se cumplían todos los requisitos exigidos para una adopción plena.
Respecto a la reversibilidad de la adopción, esta ley continuaba reconociendo el derecho a los progenitores naturales a solicitar la extinción de la adopción siempre que se acreditaran su falta de culpabilidad en el abandono del menor.
Años más tarde, la Ley 7 de 1970, de 4 de julio aminoraría a 30 años la edad mínima para adoptar, requiriéndosela solamente a uno de los adoptantes. También fijaba en 16 años la diferencia de edad necesaria entre la persona adoptante y la adoptada. Esta ley suprimió la prohibición de adoptar a quienes contaran con descendencia biológica y permitió adoptar a las personas solteras así como al cónyuge declarado inocente en caso de separación legal. También permitía adoptar al hijo legítimo del consorte.
Declaraba la irrevocabilidad de la adopción aunque posibilitaba a los progenitores naturales a que en el plazo de dos años, solicitaran la extinción de la misma en el caso de que no hubieran intervenido en el expediente ni prestado consentimiento, siempre y cuando probaran que fue por causa no imputable a ellos.
Un aspecto relevante de esta reforma fue que se definiera el concepto de "menor abandonado" y se regularizara en el artículo 174 la necesidad o no de consentimiento de los progenitores para la adopción en los siguientes términos:
En la adopción de menores abandonados no será necesario el consentimiento de los padres, sin perjuicio de que se oiga a los padres si fuesen conocidos o se presentaren.
Se considerará abandonado al menor de 14 años que carezca de persona que le asegure la guardia, alimento y educación. Para apreciar la situación de abandono será irrelevante que ésta se haya producido por causas voluntarias o involuntarias
La entrega de un menor en una casa o establecimiento benéfico se considerará también como abandono en los siguientes casos:
a) Cuando el menor hubiese sido entregado sin datos de filiación.
b) Cuando aun siendo conocida la filiación, constare la voluntad de los padres o guardadores de abandonar al menor manifestada con simultaneidad a su entrega o inferida de actos posteriores.
En uno u otro caso, la apreciación del abandono exigirá que hayan transcurrido durante el internamiento del menor, seis meses continuos sin que el padre, madre, tutor u otros familiares se interesen por él de modo efectivo. La mera petición de noticias no interrumpe por sí sola el referido plazo.
La situación de abandono será apreciada por el Juez Competente para conocer el expediente de adopción.
Posteriormente, en 1981, se rebajó a 30 días el tiempo necesario para proceder a la declaración de abandono.
La Ley 21/1987, de 11 de noviembre incorporó dos cuestiones al concepto de la adopción. Por un lado priorizó el interés del menor sobre el de quienes participan en el proceso de adopción. Por otro lado, convirtió el proceso de adopción en el instrumento de integración plena de la persona adoptada en su nueva familia.
Como garantía de protección del proceso de adopción introdujo a la Administración Pública en la fase de instrucción previa a la judicial.
Rebajó la edad de los adoptantes a 25 años siempre y cuando la diferencia de edad fuera de 14 años con la persona adoptada.